# Patinação artística na Universíada de Inverno de 2009 - Patinação sincronizada
A competição de patinação sincronizada da patinação artística na Universíada de Inverno de 2009 foi realizada no Centro Internacional de Conferências e Exibições, em Harbin, China. O programa curto foi disputado no dia 23 de fevereiro e a patinação livre no dia 24 de fevereiro de 2009.

## Medalhistas
| Ouro   | SWE Suécia    |
| Prata  | FIN Finlândia |
| Bronze | RUS Rússia    |

## Resultados

### Geral
| Pos.              | Equipe         | Pontos | PC        | PL         |
| ----------------- | -------------- | ------ | --------- | ---------- |
| Medalha de ouro   | Suécia         | 206.48 | 77.56 (1) | 128.92 (2) |
| Medalha de prata  | Finlândia      | 202.28 | 70.10 (2) | 132.18 (1) |
| Medalha de bronze | Rússia         | 173.19 | 61.59 (3) | 111.60 (3) |
| 4                 | Estados Unidos | 148.02 | 55.05 (4) | 92.97 (4)  |
| 5                 | Suíça          | 123.89 | 46.86 (5) | 77.03 (5)  |

Legenda
| Recorde mundial      | Recorde mundial (World record)               |                       | Recorde africano                      | Recorde africano (African) |                                           | Q | Classificado por posição (Qualified) |
| Recorde olímpico     | Recorde olímpico (Olympic record)            | Recorde da América    | Recorde da América (Americas)         | q                          | Classificado por melhor tempo (Qualified) |   |                                      |
| Melhor marca do ano  | Melhor marca do ano (World leading)          | Recorde asiático      | Recorde asiático (Asian)              | DNS                        | Não largou (Did not start)                |   |                                      |
| Recorde nacional     | Recorde nacional (National record)           | Recorde europeu       | Recorde europeu (European)            | DNF                        | Não terminou (Did not finish)             |   |                                      |
| Recorde pessoal      | Recorde pessoal do atleta (Personal best)    | Recorde da Oceania    | Recorde da Oceania (Oceania)          | DSQ / DQ                   | Desclassificado (Disqualified)            |   |                                      |
| Recorde da temporada | Recorde da temporada do atleta (Season best) | Recorde sul-americano | Recorde sul-americano (South America) | NM                         | Sem marca (No mark)                       |   |                                      |